# Malá Víska
Malá Víska là một làng thuộc huyện Beroun, vùng Středočeský, Cộng hòa Séc.